# 110-es busz (Budapest)
A budapesti 110-es jelzésű autóbusz a Rákospatak utca / Csömöri út és a Thomán István utca között közlekedik, a 112-es járattal összehangolt menetrend szerint. A viszonylatot a Budapesti Közlekedési Zrt. üzemelteti.

## Története
2014. október 4-én 110-es jelzéssel indítottak új járatot a Bosnyák tér és a Thomán István utca között. Az új járat útvonala a Thomán István utca felé megegyezik a 112-es buszével, de visszafelé nem tesz kitérőt a Szent Orbán tér felé.
2016. március 19-e és 25-e között a vonalon közlekedett egy Credo Econell City tesztbusz is.
2021. június 16-án 110E jelzésű gyorsjárat indult a Bosnyák tér és az Apor Vilmos tér között.
2022. május 7-étől hétvégente és ünnepnapokon, valamint 2024. január 19-étől munkanapokon este 20 óra után a viszonylat budai szakaszán kizárólag az első ajtón lehet felszállni az autóbuszokra, ahol a járművezető ellenőrzi az utazási jogosultságot. 2024. december 8-án a Bosnyák tér átépítése miatt a zuglói végállomását a Rákospatak utcába, a Csömöri út kereszteződéséhez helyezték át.

## Útvonala
| Thomán István utca felé |
| Rákospatak utca / Csömöri út vá. – Csömöri út – Bosnyák tér – Thököly út – Baross tér – Rákóczi út – Kossuth Lajos utca – Szabad sajtó út – Erzsébet híd – Hegyalja út – BAH-csomópont – Jagelló út – Apor Vilmos tér – Stromfeld Aurél út – Szendi utca – Németvölgyi út – Bürök utca – Tornalja utca – Fodor utca – Thomán István utca – Thomán István utca vá.                           |
| Rákospatak utca / Csömöri út felé |
| Thomán István utca vá. – Thomán István utca – Fodor utca – Tornalja utca – Bürök utca – Németvölgyi út – Szendi árok – Apor Vilmos tér – Jagelló út – BAH-csomópont – Hegyalja út – Erzsébet híd – Szabad sajtó út – Kossuth Lajos utca – Rákóczi út – Baross tér – Thököly út – Bosnyák tér – Csömöri út – Fűrész utca – Telepes utca – Rákospatak utca – Rákospatak utca / Csömöri út vá. |

## Megállóhelyei
Az átszállási kapcsolatok között a 112-es busz nincsen feltüntetve, mivel a Thomán István utca felé azonos útvonalon közlekednek. A Rákospatak utca felé a 112-es a Szent Orbán tér felé, a 110-es a Fodor utcán közlekedik.
| 0  | Rákospatak utca / Csömöri út végállomás | 42 | 7, 277 | MTK Lantos Mihály Sportközpont               |
| 3  | Bosnyák tér                             | 39 | 3, 62, 62A 7, 7E, 8E, 32, 108E, 124, 125, 133E, 277 | Páduai Szent Antal-plébániatemplom           |
| 4  | Tisza István tér                        | 37 | 82, 82A 7, 8E, 108E, 133E |                                              |
| 5  | Amerikai út                             | 35 | 7 |                                              |
| 7  | Zugló vasútállomás                      | 34 | 1, 1A 72 5, 7, 7E, 8E, 108E, 133E S21 S50 G50 Z50 IC, sebesvonat, gyorsvonat                                                                                      | Zugló megállóhely                            |
| 8  | Zugló vasútállomás (Hermina út)         | ∫  | 72 |                                              |
| 10 | Stefánia út / Thököly út                | 32 | 72, 75 5, 7 |                                              |
| 11 | Cházár András utca                      | 31 | 5, 7 |                                              |
| 12 | Reiner Frigyes park                     | 30 | 5, 7, 30, 30A, 133E, 230 |                                              |
| 14 | Keleti pályaudvar M                     | 28 | 23, 24 73, 76, 78, 79, 80 5, 7, 7E, 8E, 20E, 30, 30A, 107, 108E, 133E, 230 G10 S60 G60 Z60 S80 G80 IC, EC, EN, InterRégió, sebesvonat, gyorsvonat, expresszvonat, | Keleti pályaudvar, Metróállomás              |
| 15 | Huszár utca                             | 26 | 73, 76, 79 5, 7, 107 |                                              |
| 17 | Blaha Lujza tér M                       | 25 | 4, 6, 28, 28A, 37, 37A, 62 74 5, 7, 7E, 8E, 99, 107, 108E, 133E, 217E                                                                                             | Metróállomás                                 |
| 19 | Uránia                                  | 23 | 74 5, 7, 8E, 107, 108E, 133E | Uránia mozi                                  |
| 20 | Astoria M                               | 22 | 47, 48, 49 72, 74 5, 7, 8E, 9, 107, 108E, 133E | Metróállomás, Astoria szálloda               |
| 21 | Ferenciek tere M                        | 20 | 5, 7, 8E, 15, 107, 108E, 133E | Metróállomás, Alcantarai Szent Péter-templom |
| 22 | Március 15. tér                         | 18 | 2, 2B, 23 5, 7, 8E, 15, 107, 108E, 133E |                                              |
| 23 | Döbrentei tér                           | 17 | 19, 41, 56, 56A 5, 7, 8E, 107, 108E | Szent Lukács és Rudas gyógyfürdő             |
| 25 | Sánc utca                               | 15 | 8E, 27, 108E, 178 |                                              |
| 26 | Mészáros utca                           | 14 | 8E, 108E |                                              |
| ∫  | BAH-csomópont                           | 13 | 17, 61 8E, 108E, 139, 140, 140A, 212, 212A, 212B | Budapest Kongresszusi Központ                |
| 29 | BAH-csomópont                           | 11 | 17, 61 8E, 108E, 139, 140, 140A, 212, 212A, 212B | Budapest Kongresszusi Központ                |
| 30 | Sirály utca                             | 10 | 212, 212A, 212B | MOM Kulturális Központ                       |
| 32 | Apor Vilmos tér                         | 9  | 59, 59A, 59B 102, 105 |                                              |
| ∫  | Szendi árok                             | 8  | 102 |                                              |
| 33 | Bürök utca                              | 7  | 102 |                                              |
| 34 | Boldog Teréz anya tér                   | 6  | 102 |                                              |
| 35 | Kempelen Farkas utca                    | 5  | 102 |                                              |
| 36 | Mártonhegyi út                          | 4  | 102 |                                              |
| 37 | Tamási Áron utca                        | 3  | 102 |                                              |
| 38 | Pagony utca                             | 2  | |                                              |
| 39 | Sólyom utca                             | 1  | |                                              |
| 40 | Tamási Áron utca / Thomán István utca   | 0  | |                                              |
| 41 | Thomán István utca végállomás           | 0  | |                                              |

## Képgaléria

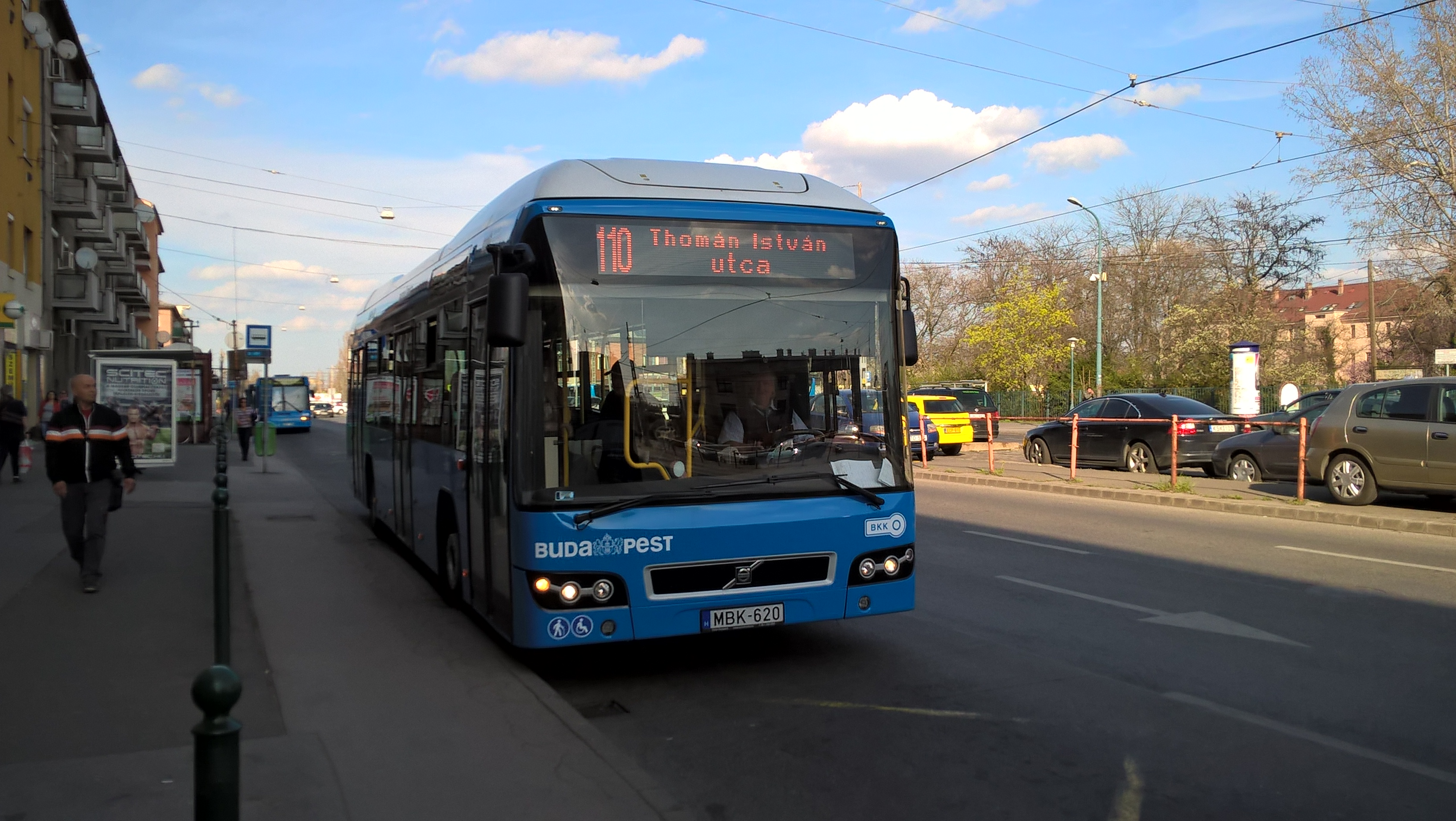
Volvo 7700 Hybrid autóbusz a 110-es vonalán a Bosnyák téren
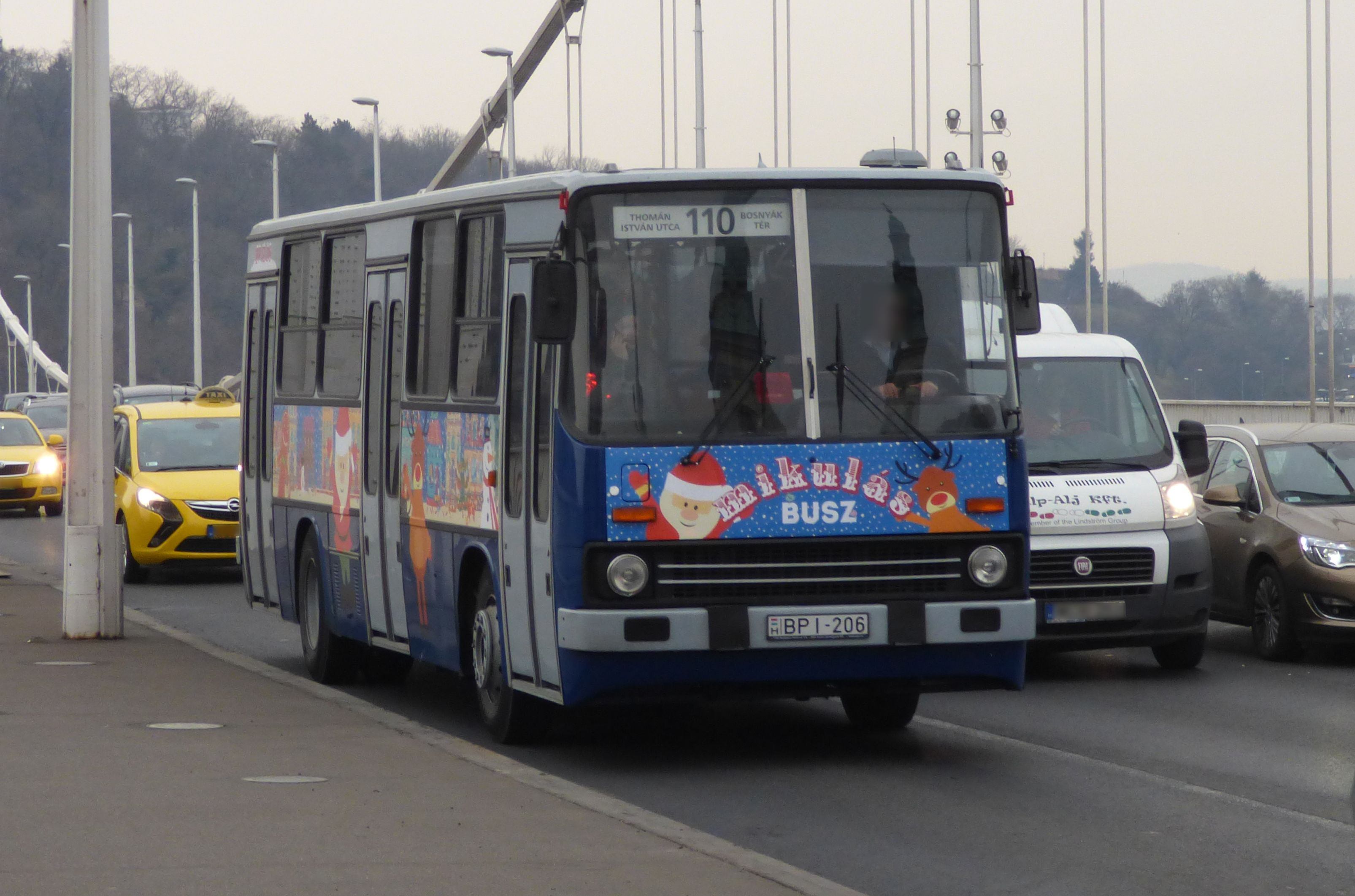
Mikulásbusz a 110-es vonalon